# Mallinella bifurcata
Mallinella bifurcata là một loài nhện trong họ Zodariidae.
Loài này thuộc chi Mallinella. Mallinella bifurcata được Jia-Fu Wang et al miêu tả năm 2009..